# Natalia Ermolenko-Ioujina
Natalia Stepanovna Ermolenko-Ioujina (en russe : Наталия Степановна Ермоленко-Южина), née le 18 août 1889 à Kiev dans l'Empire russe et morte à Neuilly-sur-Seine le 21 septembre 1948, est une chanteuse d’opéra russe (soprano).

## Biographie
Natalia Plougovskaïa (russe : Плуговская) naît à Kiev en 1889, fille d’Étienne Plougowski — orthographe issue de l'acte de décès de la chanteuse — et Alexandrine Doucet, son épouse.
Elle prend pour nom de scène Ermolenko, puis après avoir épousé le chanteur David Ioujine (de son vrai nom Pissitko, en russe : Писитько), combine les deux pseudonymes, devenant ainsi Ermolenko-Ioujina.
Elle étudie à Kiev, à Saint-Pétersbourg, puis à Paris et en Italie. Elle commence alors une carrière de chanteuse d’opéra dans la compagnie d’Alexeï Tsereteli à Saint-Pétersbourg.
Dans les années qui suivent, elle est soliste au théâtre Mariinsky de Saint-Pétersbourg (de 1901 à 1904, en 1906, de 1910 à 1913, de 1915 à 1920) ; au théâtre de Sergueï Zimine à Moscou (de 1908 à 1910) ; au théâtre Bolchoï (en 1913, de 1906 à 1908, en 1916, en 1919). Elle collabore avec la compagnie de Serge de Diaghilev et chante dans les salles européennes. Pour son interprétation de Marina Mnichek dans le Boris Godounov de Moussorgski (1908, Paris, Opéra de Paris), elle reçoit la Légion d’honneur.
Le répertoire de Natalia Ermolenko-Ioujina comprend plus de trente rôles d'opéra.
David Ioujine, longtemps malade, meurt le 28 décembre 1923.
Entre-temps, vers 1922, Natalia Ermolenko-Ioujina fuit la Russie bolchévique et s'exile à Paris avec son nouveau mari, l'ingénieur russe Yvan Makhonine. À cette période, la compagnie d’opéra russe d’Alexeï Tsereteli est déjà en activité. La chanteuse rejoint la troupe de l’opéra russe, à l’Opéra de Paris et se produit dans des concerts de musique d'opéra.
Établie 11 rue Brémontier à Paris, Natalia Ermolenko-Ioujina meurt le 21 septembre 1948 à Neuilly, sous le nom de « Nathalie dite Ermolendra Plougowski épouse Makhonine »,. Yvan Makhonine annonce la mort de son épouse dans Le Figaro du 29 septembre 1948. Les obsèques ont lieu le 2 octobre en la cathédrale orthodoxe Saint-Alexandre-Nevsky, rue Daru. Les 21 septembre 1949 et 21 septembre 1950, un service anniversaire y est célébré à la mémoire de la chanteuse,.